# Tambunan
Tambunan est une ville de l’État Sabah en Malaisie dans l'ile de Bornéo. Elle est située à l'ouest de l’État à 75 km à l'est de la capitale Kota Kinabalu. La ville, qui compte 2 553 habitants en 2010, est le chef-lieu du district éponyme. Les habitants font partie principalement des ethnies Dusun et Kadasan. La ville se trouve dans une vallée de la chaîne Crocker à une altitude de 750 mètres. Le paysage est caractérisé par de nombreuses rizières en terrasse et la présence de forêts de bambou héritage de cultures coloniales. Sur le territoire se trouve le deuxième sommet de Sabah, le Trus Madi qui culmine à 2 642 mètres. La rébellion de Mat Salleh a opposé sur le territoire de la région les indigènes à la British North Borneo Chartered Company entre 1894 et 1905.